# Paegas Czech Open 1998
Paegas Czech Open 1998 byl tenisový turnaj pořádaný jako součást mužského okruhu ATP Tour, který se hrál na otevřených antukových dvorcích štvanického areálu. Konal se mezi 27. dubnem až 3. květnem 1998 v české metropoli Praze jako předposlední dvanáctý ročník turnaje.
Turnaj diotovaný 365 000 dolary patřil do kategorie World Series. Nejvýše nasazeným hráčem ve dvouhře se stal druhý hráč světa a úřadující vítěz Australian Open Petr Korda z České republiky. Na dvorcích se představili bývalí šampioni štvanické události Jevgenij Kafelnikov, Cédric Pioline a Bohdan Ulihrach.
Singlový titul získal Brazilec Fernando Meligeni, který tak vybojoval třetí trofej ve dvouhře, jakožto své závěrečné turnajové vítězství v kariéře. Do finále nastupoval z pozice 75. muže pořadí světové klasifikace. Zdolal v něm 47. hráče žebříčku Ctislava Doseděla ve dvou setech. Zápas pozdržel tříhodinový déšť. Následně si úvodní sadu Brazilec připsal za 30 minut, když prolomil podání soupeře třikrát za sebou. Za výhru inkasoval 48 200 dolarů a 201 bodů.  Deblovou soutěž vyhrála australská dvojice Wayne Arthurs a Andrew Kratzmann.
Generálním sponzorem mužského turnaje se v ročnících 1997 a 1998 stala společnost RadioMobil, od června 1996 provozovatel mobilní sítě Paegas.

## Mužská dvouhra

### Nasazení
| Stát      | Hráč                | ATP | Nasazení |
| --------- | ------------------- | --- | -------- |
| Česko     | Petr Korda          | 2.  | 1.       |
| Rusko     | Jevgenij Kafelnikov | 6.  | 2.       |
| Slovensko | Karol Kučera        | 10. | 3.       |
| Francie   | Cédric Pioline      | 13. | 4.       |
| Austrálie | Richard Fromberg    | 43. | 5.       |
| Česko     | Bohdan Ulihrach     | 55. | 6.       |
| USA       | Jeff Tarango        | 51. | 7.       |
| Uruguay   | Marcelo Filippini   | 59. | 8.       |

### Jiné formy účasti
Následující hráči obdrželi divokou kartu do hlavní soutěže:
- Michal Tabara
- Petr Kralert
- Karol Kučera

Následující hráči postoupili z kvalifikace:
- Andrej Čerkasov
- Gilbert Schaller
- Renzo Furlan
- Tapio Nurminen

Následující hráč startoval pro využití chráněného žebříčku:
- Andrej Česnokov (1 346. ATP[2])

## Mužská čtyřhra

### Nasazení
| Stát                                                          | Hráč                | Stát       | Hráč           | ATP | Nasazení |
| ------------------------------------------------------------- | ------------------- | ---------- | -------------- | --- | -------- |
| Argentina                                                     | Luis Lobo           | Argentina  | Daniel Orsanic | 49. | 1.       |
| Česko                                                         | Jiří Novák          | Česko      | Pavel Vízner   | 83. | 2.       |
| Německo                                                       | Marc-Kevin Goellner | Německo    | David Prinosil | 95. | 3.       |
| Itálie                                                        | David Roditi        | Nizozemsko | Fernon Wibier  | 98. | 4.       |
| číslo „ATP“ je součtem žebříčkového postavení obou členů páru |                     |            |                |     |          |

### Jiné formy účasti
Následující páry do hlavní soutěže obdržely divokou kartu:
- Cyril Suk /  Bohdan Ulihrach
- Petr Pála /  Radek Štěpánek
- Ctislav Doseděl /  Karol Kučera

Následující pár postoupil do hlavní soutěže z kvalifikace:
- Petr Luxa /  David Škoch

## Přehled finále

### Mužská dvouhra
- Fernando Meligeni vs.  Ctislav Doseděl, 6–1, 6–4

### Mužská čtyřhra
- Wayne Arthurs /  Andrew Kratzmann vs.  Fredrik Bergh /  Nicklas Kulti, 6–1, 6–1